# 대한민국 형사소송법 제179조
대한민국 형사소송법 제179조는 감정증인에 대한 형사소송법의 조문이다.

## 조문
第179條(鑑定證人)特別한 知識에 依하여 알게 된 過去의 事實을 訊問하는 境遇에는 本章의 規定에 依하지 아니하고 前章의 規定에 依한다.

제179조(감정증인)특별한 지식에 의하여 알게 된 과거의 사실을 신문하는 경우에는 본장의 규정에 의하지 아니하고 전장의 규정에 의한다.

## 참고 문헌
- 손동권 신이철, 새로운 형사소송법(초판, 2013), 세창, 2013. ISBN 9788984114081